# Jörg Schwäblein
Jörg Schwäblein (* 15. Mai 1952 in Benshausen) ist ein thüringischer Politiker (DDR-CDU, ab 1990 CDU) und ehemaliger thüringischer Landtagsabgeordneter.

## Ausbildung und Wirken
Schwäblein legte 1970 das Abitur ab und begann danach eine Lehre als Werkzeugmacher. Bis 1974 studierte er Elektronik in Ilmenau. In der Zeit von 1974 bis 1990 arbeitete er als Entwicklungsingenieur in der Mikroelektronik in Erfurt.
1970 trat Schwäblein in die DDR-Blockpartei CDU ein. 1986 wurde er Nachfolgekandidat für den Bezirkstag in Erfurt, in den er am 6. Dezember 1989 als Mitglied berufen wurde und in dem er bis zum 31. Mai 1990 blieb.
Bei der ersten Landtagswahl 1990 wurde er in den Thüringer Landtag gewählt und bekleidete dort das Amt des Fraktionsvorsitzenden der CDU bis 1995. 
Auch in den folgenden Wahlperioden wurde er als Mitglied in den Thüringer Landtag gewählt. Von 1999 bis 2014 war er außerdem Mitglied des Erfurter Stadtrates. Nachdem er zum 1. Januar 2009 zum Geschäftsführer der Lotterie-Treuhandgesellschaft Thüringen ernannt worden war, legte er Ende Januar 2009 nach fast vier Wahlperioden im Landtag sein Mandat nieder.
Schwäblein war bis Mai 2014 Aufsichtsratsvorsitzender der SWE Energie GmbH. Am 31. Dezember 2015 schied er als Geschäftsführer bei der Lotterie-Treuhandgesellschaft Thüringen mbH aus.